# بیسموتین
بیسموتین (به انگلیسی: Bismuthine) با فرمول شیمیایی BiH۳ یک ترکیب شیمیایی با شناسه پاب‌کم ۹۲۴۲ است. که جرم مولی آن ۲۱۲٫۰۰ g/mol می‌باشد. شکل ظاهری این ترکیب، گاز بی‌رنگ است.